# Pacific Junction
Pacific Junction és una població dels Estats Units a l'estat d'Iowa. Segons el cens del 2000 tenia 507 habitants.

## Demografia
Segons el cens del 2000, Pacific Junction tenia 507 habitants, 196 habitatges, i 148 famílies. La densitat de població era de 257,6 habitants/km².
Dels 196 habitatges en un 33,2% hi vivien nens de menys de 18 anys, en un 56,6% hi vivien parelles casades, en un 14,8% dones solteres, i en un 24% no eren unitats familiars. En el 18,9% dels habitatges hi vivien persones soles el 10,2% de les quals corresponia a persones de 65 anys o més que vivien soles. El nombre mitjà de persones vivint en cada habitatge era de 2,59 i el nombre mitjà de persones que vivien en cada família era de 2,91.
Per edats la població es repartia de la següent manera: un 24,9% tenia menys de 18 anys, un 9,5% entre 18 i 24, un 27,2% entre 25 i 44, un 26,4% de 45 a 60 i un 12% 65 anys o més.
L'edat mediana era de 39 anys. Per cada 100 dones de 18 o més anys hi havia 86,8 homes.
La renda mediana per habitatge era de 36.563 $ i la renda mediana per família de 40.333 $. Els homes tenien una renda mediana de 28.750 $ mentre que les dones 25.089 $. La renda per capita de la població era de 15.103 $. Entorn del 5,6% de les famílies i el 7,6% de la població estaven per davall del llindar de pobresa.

## Poblacions més properes
El següent diagrama mostra les poblacions més properes.